# Лівері
Лівері (італ. Liveri) — муніципалітет в Італії, у регіоні Кампанія,  метрополійне місто Неаполь.
Лівері розташоване на відстані близько 210 км на південний схід від Рима, 28 км на схід від Неаполя.
Населення — 1618 осіб (2014).
Щорічний фестиваль відбувається 23 квітня. Покровитель — святий Юрій.

## Демографія
Населення за роками:

Станом на 1 січня 2023 року в муніципалітеті офіційно проживали 72 іноземці з 11 країн, серед них 44 громадяни країн Євросоюзу та 14 громадян України.

## Сусідні муніципалітети
- Карбонара-ді-Нола
- Домічелла
- Марцано-ді-Нола
- Нола
- Пальма-Кампанія
- Сан-Паоло-Бель-Сіто
- Вішано